# 第18回ダヴィッド・ディ・ドナテッロ賞
第18回ダヴィッド・ディ・ドナテッロ賞（だい18かいダヴィッド・ディ・ドナテッロしょう）の授賞式は、 1973年7月21日にタオルミーナで行われた。

## 受賞者一覧

### 作品賞
- アルフレード　アルフレード Alfredo Alfredo（監督：ピエトロ・ジェルミ）
- ルードヴィヒ Ludwig（監督：ルキノ・ヴィスコンティ）

### 監督賞
- ルキノ・ヴィスコンティ （『 ルートヴィヒ』）

### 主演女優賞
- シルヴァーナ・マンガーノ（『Lo scopone scientifico』）
- フロリンダ・ボルカン（『Cari genitori』）

### 主演男優賞
- アルベルト・ソルディ（『Lo scopone scientifico』）

### 外国人監督賞
- ボブ・フォッシー（『キャバレー』）

### 外国人女優賞
- ライザ・ミネリ（『キャバレー』）

### 外国人男優賞
- イヴ・モンタン（『夕なぎ』）
- ローレンス・オリヴィエ（『探偵スルース』）

### 外国映画賞
- ゴッドファーザー（監督：フランシス・フォード・コッポラ）

### ダヴィッド・ヨーロッパ賞
- ヴィットリオ・デ・シーカ

### ダヴィッド特別賞
- ヘルムート・バーガー（『 ルートヴィヒ』）
- アル・パチーノ（『ゴッドファーザー』）
- マリア・シュナイダー（『ラストタンゴ・イン・パリ』、『Cari genitori』）
- ヘンリー・フォンダ